# Homs (provins)
Homs (arabisk: حمص, translitteration: Hims) er en provins i det centrale Syrien. Mod vest grænser provinsen op mod Libanon, mens provinsen grænser op mod Irak og Jordan i sydøst. Målt i areal er provinsen den største i Syrien. 
Homs er hovedby.
34°21′N 38°19′Ø / 34.35°N 38.31°Ø